# Edward Luttwak
Edward Nicolae Luttwak (Arad, 4 novembre 1942) è un economista, politologo e saggista romeno naturalizzato statunitense, conosciuto per le sue pubblicazioni sulla strategia militare e politica estera, esperto di politica internazionale e consulente strategico del Governo degli Stati Uniti d'America.

## Biografia
Luttwak è nato ad Arad in Romania da una famiglia ebraica che dopo la seconda guerra mondiale si rifugiò in Italia per scappare dai sovietici. Durante la sua infanzia Luttwak ha vissuto a Palermo e poi a Milano. Per questo ha mantenuto per l'Italia un interesse e un'attenzione costanti, pur diventando un esperto di geopolitica di fama internazionale. Ha frequentato in seguito il Carmel College nel Regno Unito per un breve periodo. Inoltre ha studiato nella London School of Economics and Political Science e all'Università Johns Hopkins di Baltimora dove ha conseguito un dottorato in economia.
Il suo primo incarico è stato quello di professore all'Università di Bath; nel 2004 è diventato un consulente al Centro Internazionale per gli Studi Strategici a Washington. Ha ottenuto il ruolo di consulente all'Ufficio del Ministero della difesa, il National Security Council e al Dipartimento di Stato statunitense. È membro del National Security Study Group del Dipartimento della Difesa statunitense fa parte dell'Istituto delle Politiche Fiscali e Monetarie che fa capo al Ministero del Tesoro. È membro, inoltre, della Fondazione Italia USA, del comitato editoriale del periodico francese Geopolitique, delle riviste inglesi Journal of Strategic Studies e del Washington Quarterly. In Italia compare di frequente alla televisione e partecipa a numerosi seminari. Insieme a Susanna Creperio Verratti è anche autore di due libri: Che cos'è davvero la democrazia (1996) e Il libro delle libertà (2000).
È noto per l'atteggiamento duro e provocatorio, ben esemplificato dal saggio Give war a chance, nel quale suggerisce l'inutilità delle missioni di pace e delle attività umanitarie delle organizzazioni non governative, poiché queste faciliterebbero il riarmo della fazione più debole. La sua opera più conosciuta è il libro Strategia del colpo di Stato. Manuale pratico (Coup d'État: A Practical Handbook), tradotta in 14 lingue.
La grande strategia dell'impero romano ha provocato varie discussioni tra gli storici. Luttwak è talvolta visto come un dilettante e non come uno specialista della materia, ma il suo libro ha dato origine a molte domande e formato un'intera corrente d'opinione tra gli studiosi riguardo ai rapporti tra esercito romano e barbari alla frontiera. Luttwak si chiede semplicemente: "Come facevano i Romani a proteggere le proprie frontiere?", una domanda che secondo lui ha finito per essere trascurata nella confusione di teorie demografiche, economiche e sociologiche. Sebbene la maggior parte degli esperti rifiuti il suo punto di vista sulla "strategia" romana, il suo libro pubblicato nel 1976 si è rivelato utilissimo per alimentare il dibattito.
Parla italiano, rumeno, inglese, spagnolo, francese e ebraico, e dal 2008 è tra i direttori della Aircraft Purchase Fleet. Nel 2011 gli è stato attribuito il Premio America della Fondazione Italia USA.

## Geoeconomia

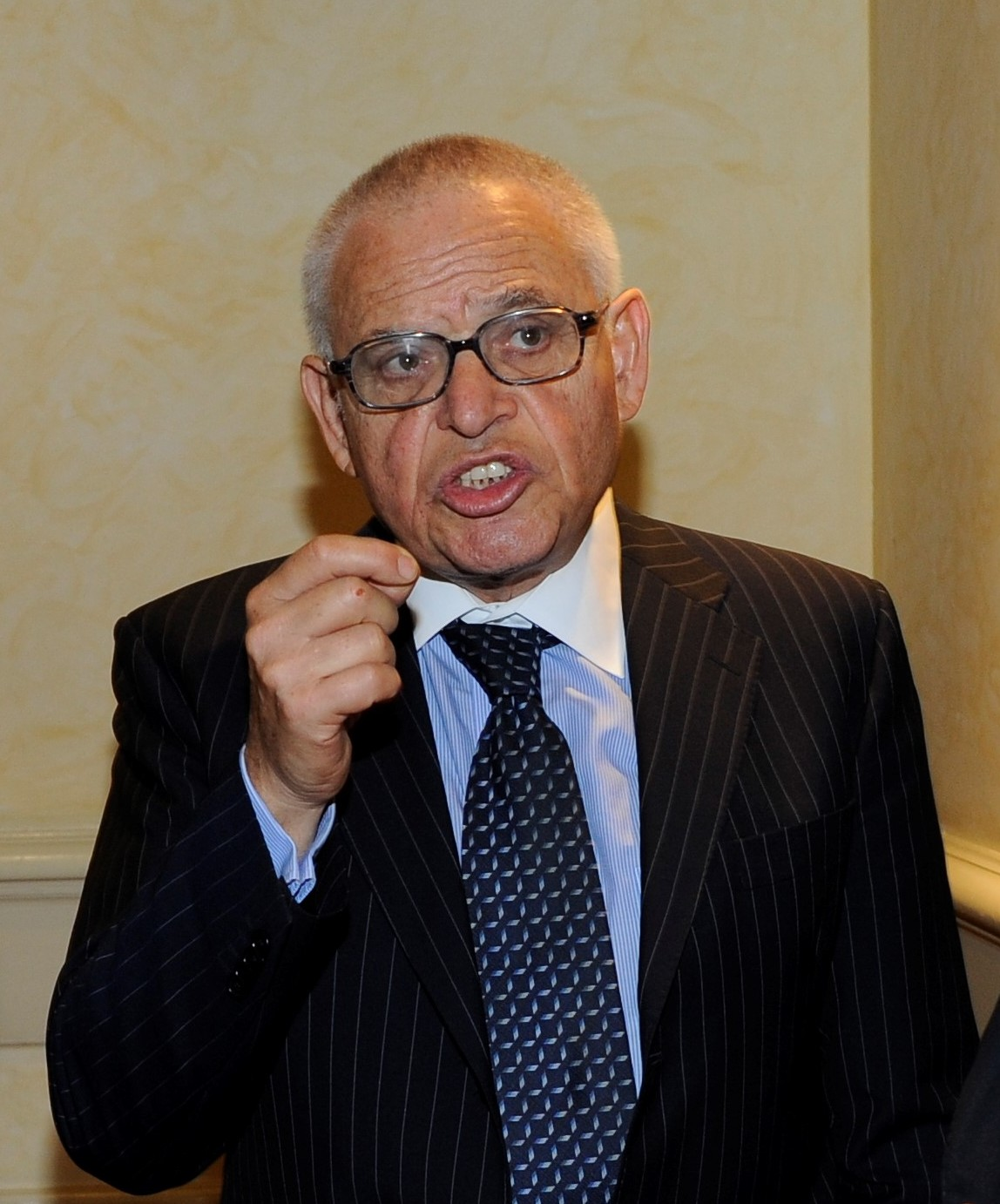
Edward Luttwak nel 2011

Luttwak ha contribuito alla discussione teorica sul nuovo modo di porsi degli Stati nella moderna struttura economica globalizzata. Alcuni studiosi pongono l'accento sulla inarrestabile erosione e marginalizzazione del potere degli Stati nazionali con la creazione di una nuova geografia politica ed economica del mondo organizzata secondo il principio di sussidiarietà, per cui le funzioni economiche essenziali verrebbero sottratte progressivamente agli Stati da parte delle regioni e istituzioni sovranazionali costituite per dirigere i poli economici pan regionali. Invece altri come Michael Porter, Jeffrey Anderson e Patrizio Bianchi sono di parere opposto ritenendo che nello Stato-nazione permangano funzioni essenziali e l'attenuazione dell'intervento statale in settori in cui si era indebitamente espanso, come nella gestione diretta dell'economia, finirà per rafforzare lo Stato. A questo secondo filone appartiene Luttwak.
Luttwak sostiene che con la fine della guerra fredda la forza militare abbia perduto d'importanza nelle relazioni tra Stati. Le guerre, soprattutto tra stati avanzati, sono ormai ritenute un'eventualità inattuabile per l'enorme distruttività delle armi moderne e per il loro enorme costo economico. Le importanti evoluzioni nella struttura sociale e demografica e il funzionamento delle democrazie impediscono ai governi l'esercizio indiscriminato dell'azione bellica. Non esistendo più la potenza sovietica da contenere, anche le grandi coalizioni strategiche e militari hanno perso inoltre la loro importanza, coalizioni che in passato erano costituite anche se tra gli alleati vi erano gravi conflitti economici.
Dal punto di vista economico il periodo attuale è caratterizzato dall'esistenza di un capitalismo che non è più minacciato da un'ideologia che ne nega la legittimità e non è più limitato nella sua azione dal frapporsi di frontiere. Luttwak chiama questo capitalismo globale "turbo-capitalismo" o terzo capitalismo, poiché segue il primo della rivoluzione industriale e il secondo del welfare State. In questo contesto lo studioso sostiene comunque che la politica mondiale non è ancora sul punto di cedere totalmente il passo al commercio mondiale ("World Business"), cioè a un libero commercio disciplinato solo da una propria logica di carattere non territoriale. La scena internazionale è ancora principalmente occupata da Stati e blocchi di Stati che attuano una politica rivolta a:
- massimizzare il volume di affari nell'ambito dei propri confini fiscali;
- regolare le attività economiche in modo tale da favorire l'interesse nazionale. Questa attività è svolta spesso con metodiche simili all'arte bellica utilizzando la segretezza e l'inganno, come nel caso degli standard per regolare le caratteristiche di determinati prodotti che sono definiti segretamente consultando i produttori nazionali;
- costruire infrastrutture e fornire servizi in modo da favorire i propri residenti;
- favorire lo sviluppo della tecnologia nazionale ponendo a volte ostacoli a quella straniera come per esempio gli ostacoli posti dagli aeroporti statunitensi agli aerei francesi Concorde che causarono un notevole ritardo della loro introduzione nei voli internazionali.

In definitiva gli Stati sono rimasti essenzialmente delle entità territorialmente definite che non possono attuare una politica commerciale che ignori del tutto i propri confini. Inoltre questa politica è supportata da gruppi di interesse economico che, con influenze diverse in ogni singolo Stato, attuano politiche di lobby rivolte a salvaguardare i propri interessi economici e dalle strutture burocratiche dei singoli stati che, in maniera connaturata e autonoma, agiscono per l'interesse dei soggetti nazionali. Con la marginalizzazione del potere militare il conflitto tra gli Stati continua, ma con altre forme e con diversi strumenti ed obiettivi. Nel gruppo dei paesi industrializzati il conflitto diventa economico in tutti i suoi aspetti.
La potenza economica diventa centrale, determinando la gerarchia ed il rango tra gli Stati e le loro possibilità di azione nel contesto internazionale. Luttwak crea quindi il popolare neologismo "geoeconomia" che nella struttura teorica iniziale avrebbe dovuto sostituire la geopolitica o quantomeno diventarne la componente predominante. In maniera molto elegante spiega che la logica della competizione geoeconomica è quella della guerra mentre la grammatica, cioè la tattica, è quella dell'economia. Si tratta in sostanza di un approccio di tipo strategico-militare all'economia, pur con i dovuti distinguo poiché la competizione economica presenta comunque caratteristiche diverse da quella militare. Infatti la geoeconomia è caratterizzata dai seguenti elementi:
- non è mai un gioco a somma zero, dove il beneficio di una parte corrisponde a una perdita per l'altra. Non è mai un gioco a eliminazione. I conflitti non tendono mai alla distruzione completa dell'avversario né si concludono generalmente con essa;
- l'uso solo potenziale della forza a fini dissuasivi svolge un ruolo minore rispetto al significato che riveste la geostrategia;
- il dilemma della sicurezza del pensiero strategico, molto simile al dilemma del prigioniero, è sostituito dal paradosso della cooperazione secondo cui si ha tanto maggiore interesse a violare gli accordi e regole quanto più gli altri le rispettano;
- in geostrategia di solito vi è un solo avversario, in geoeconomia sono avversari tutti gli stati o i soggetti geoeconomici su cui si tende a conseguire vantaggi economici indebiti;
- in geopolitica lo Stato ha il controllo completo dei suoi strumenti e ne conosce la vulnerabilità e la capacità, in geoeconomia questo controllo è solo parziale. Il sistema economico è a responsabilità decisionale diffusa ed è percorso da forze che sfuggono alla volontà e al controllo degli Stati. Gli Stati possono solo attivare un comportamento favorevole ai propri fini mettendosi nella loro logica predisponendo opportuni incentivi.

In questo nuovo modo di iterazione conflittuale tra Stati le cosiddette armi di distruzione di massa, che caratterizzano i moderni armamenti strategici e che rendono drammatico e difficilmente attuabile un conflitto armato tra grandi potenze, sono sostituite da quelle che Luttwak chiama “armi di distruzione commerciale” che consistono:
- nelle restrizione delle importazioni più o meno simulate;
- nelle sovvenzioni alle esportazioni più o meno occultate;
- nel finanziamento pubblico di progetti a valenza competitiva;
- nell'educazione e preparazione professionale;
- nella fornitura di infrastrutture che rendano un differenziale economico in termini concorrenziali;
- nell'applicazione di embarghi ecc.

Lo studioso romeno-statunitense tiene a precisare che la nuova era, caratterizzata dal conflitto geoeconomico, non è una regressione verso una nuova forma di mercantilismo. L'obiettivo del mercantilismo era quello di massimizzare le riserve auree. In questo contesto le dispute commerciali tra Stati spesso diventavano scontri militari che culminavano sovente in vere e proprie guerre. Un moderno Stato “geoeconomico” invece ha come obiettivo la prosperità economica della sua popolazione (piena occupazione, benessere e alto reddito) e la guerra è considerata poco conveniente per i suoi costi sociali ed economici troppo alti. Pertanto mentre nel mercantilismo l'economia era la causa di molte guerre, nella moderna epoca geoeconomica l'economia non è solo causa di conflitto, ma anche arma e strumento. Queste teorie nascono da un intenso dibattito che era in corso negli Stati Uniti d'America dopo la caduta del Muro di Berlino.
Da un lato c'era la convinzione che la fine della guerra fredda stesse provocando una vera e propria discontinuità nella politica mondiale. Era presente il ricco settore di studio del Japan bashing che attribuiva i successi economici nipponici e le difficoltà statunitensi, soprattutto negli anni ottanta, alle pratiche sleali messe in atto dal governo giapponese. Con la sostituzione della geopolitica con la geoeconomia si auspicava un profondo rinnovamento etico e politico americano, rinnovamento che avrebbe ricostruito le basi economico e sociale della nazione. La rivalità geoeconomica avrebbe costituito la nuova minaccia unificante delle energie del popolo degli Stati Uniti d'America.
In quest'ottica la globalizzazione, il soft power e l'ideological dominance avrebbero garantito la superiorità dell'Occidente nel mondo e quella degli Stati Uniti d'America nell'occidente a patto che si lasciasse agire liberamente le forze naturali del mercato. L'approccio “militarista” della geoeconomia è stato ripreso da diverse scuole di pensiero molto differenti tra di loro: dai propugnatori della teoria della fine dello stato della guerra e del territorio fino ad arrivare ai critici della globalizzazione liberista. Vi sono aspetti delle teorie di Luttwak su cui tutti gli esperti sono concordi come l'esigenza che vengano perfezionati i sistemi di educazione e formazione professionale e l'adeguamento della forza lavoro alle esigenze della nuova economia, anche in termini di flessibilità e mobilità. L'impostazione geoeconomica luttwakiana è stata oggetto anche di critiche provenienti da diversi studiosi.
L'economista statunitense Paul Krugman fa notare che l'approccio geoeconomico di Luttwak è imperialista poiché giustifica l'imposizione delle regole statunitensi al resto del mondo e costringe i Paesi in via di sviluppo, che chiedono la cooperazione degli Stati Uniti e la partecipazione al commercio mondiale, ad adottare standard sociali ed ecologici di tipo occidentale. Infatti Krugman sostiene che le ricchezze degli Stati e gli standard di vita delle popolazioni sono determinati da fattori interni. Inoltre l'importanza centrale data alla competitività è considerata strumentale e pericolosa. Strumentale perché è stata utilizzata per l'accaparramento del consenso interno individuando un nemico esterno al cui sleale e scorretto comportamento si potessero imputare le difficoltà americane dell'epoca. Pericolosa in quanto farebbe sorgere tensioni e contrapposizioni che innescherebbero conflitti armati che potrebbero perfino originare nuove guerre mondiali.
Robert Solow critica la pura trasposizione delle strategie militari in campo economico teorizzata da Luttwak senza tener conto dell'elemento di complessità dell'economia. Gli Stati, sostiene l'economista statunitense, non possono controllare l'economia alla pari di come controllano la forza militare di cui hanno invece il monopolio. L'economia non è strutturata secondo un'organizzazione piramidale come una struttura burocratica o un esercito, bensì a rete. La politica non può dominare il mercato che agisce secondo una logica propria in cui i singoli attori economici perseguono obiettivi e politiche definite autonomamente. La logica del liberismo renderebbe impraticabile l'utilizzo dell'economia come arma. La politica potrebbe controllare il mercato solo introducendo misure protezionistiche e neomercantiliste che danneggerebbero tutti.
Gli italiani Paolo Savona e Carlo Jean contestano la dicotomia tra geoeconomia e geopolitica. Considerano la geoeconomia come l'analisi e la teoria dell'approntamento e dell'impiego degli strumenti economici per conseguire scopi geopolitici, così come la geostrategia indica l'analisi e la teoria dell'approntamento e dell'impiego degli strumenti militari. La politica non può essere ridotta ai contenuti mercantili, anche se essi hanno assunto una maggiore importanza nella globalizzazione. La geoeconomia, secondo i due studiosi italiani, è quindi uno strumento della geopolitica e non un sostituto. La geoconomia, in quest'ottica e volendo parafrasare Luttwak, si fonda non solo sulla stessa logica, ma anche sulla stessa sintassi della geopolitica e la differenza sta invece nella grammatica specifica di ciascun mezzo.
La grammatica varia perché riflette la specificità del mezzo impiegato, ma le diverse grammatiche condividono tutte le medesime logiche e spesso anche la medesima sintassi. Tesi intermedie fra quelle di Luttwak e i suoi critici sono stati sostenute da Daniel F. Burton ed Ernest H. Preeg che affermano l'importanza dei sistemi paese nella nuova economia globale e da Erik R. Peterson che si sofferma invece sull'espansione esponenziale della globalizzazione economica e sulla possibilità dell'adozione di misure protezionistiche, dati i differenti tempi dell'integrazione economica rispetto a quella politica. Lo stesso Luttwak ha poi attenuato la sua iniziale impostazione militarista, prestando maggiore attenzione agli aspetti sociali ed umani della globalizzazione economica. Il nuovo approccio è volto a ridurre i pericoli e sfruttare le opportunità offerte dal turbo-capitalismo globalizzato a dalla rivoluzione dell'informazione.

## L'assetto geopolitico e strategico contemporaneo secondo Luttwak
Sulla scorta delle teorie geoeconomiche Luttwak traccia una nuova mappa della conflittualità tra Stati. Gli Stati possono essere divisi essenzialmente in tre categorie.
- Alla prima categoria appartengono i paesi industrializzati avanzati per cui la guerra appare insensata e poco conveniente. Essi risolveranno i loro conflitti con gli strumenti della geoeconomia.
- Ci sono poi i Paesi dove predomina l'elemento del sottosviluppo. Essi non sono in grado di produrre una potenza militare al di fuori del proprio territorio. Essi saranno in preda a guerre interne condotte con armi poco sofisticate, ma estremamente cruente e sanguinose.
- Tra questi due tipi si trovano stati con un livello intermedio di sviluppo come quelli del sud e del sudest asiatico. L'arma della guerra è un elemento caratterizzante nel conflitto di questi ultimi Paesi. In essi si riscontra una condizione geopolitica simile agli Stati europei del XIX secolo.

Altro aspetto caratterizzante dell'assetto geopolitico dopo la caduta del Muro di Berlino è la supremazia multidimensionale degli Stati Uniti, senza precedenti in tutta la storia dell'umanità. Gli Stati Uniti potrebbero sfruttare questo momento storico per incrementare la loro effettiva potenza sfruttando il potenziale dalla loro prevalenza in campo economico, tecnologico, militare e informativo, ma realtà non è così semplice. Anche la colossale potenza statunitense deve sottostare ad alcune limitazioni di natura strutturale e strategica di cui Luttwak ha sapientemente colto il significato e la portata.
Una delle tesi più riprese e affascinanti di Luttwak è quella secondo cui i percorsi e i mutamenti della storia possono essere compresi solo utilizzando la logica del “paradosso”, fondato sullo stratagemma, sull'inganno e sulla sorpresa, sul fatto che la via più lunga e tortuosa è per l'appunto quella più adatta a disorientare l'avversario e destabilizzare le sue strutture con un'azione che supera la flessibilità del suo sistema, rendendogli impossibile la metabolizzazione dell'evento imprevisto. Il paradosso permane in tutti gli ambiti ed i vari livelli delle relazioni tra gli Stati che non possono essere spiegati con la logica lineare causa-effetto. Tutto dipende dalle contingenze e dalla situazione del momento e da come sono percepite dai governanti, dal nemico e dalla popolazione.
L'intero corpo della scienza strategica, con le varie teorie, non è in grado di indicare quello che debba essere fatto in ogni situazione. La stessa storia insegna, come ribadisce più volte lo studioso, una sola cosa: quella di non poter insegnare nulla. Inoltre questa complessità genera un largo spazio all'errore. La superiorità teorica di una valida condotta strategica può venire rovesciata nella pratica e in guerra una manovra astuta e complessa può dimostrarsi così carica di attriti da risultare peggiore di un semplice e brutale attacco frontale.
Con queste premesse gli Stati Uniti d'America devono affrontare uno scenario internazionale, sempre caotico ed instabile, con notevoli limitazioni dettate dalla cosiddetta era post eroica che rende le popolazioni sensibili alle perdite umane che possono scaturire in un conflitto armato e con limitazioni dettate da una moderna società democratica. Il sistema democratico influisce in un duplice modo. Quasi sempre le forze politiche che governano un paese democratico esprimono principi e programmi che non hanno nulla di strategico. Questo riduce notevolmente la possibilità di dissuasione armata: è molto più difficile per una democrazia convincere un'altra nazione dell'effettivo e concreto utilizzo dello strumento bellico. Un'immagine bifronte effettuata proclamando una devozione alla pace, che esclude ogni possibilità di aggressione, e una grande disposizione a battersi se attaccati non è adatta ad una grande potenza.
Le democrazie moderne posseggono un altro grande limite che reca pregiudizio alla natura stessa della natura paradossale della decisione strategica. Nel dibattito pubblico delle nazioni democratiche si fanno frequenti appelli per una definizione di strategia nazionale coerente e logica. È dato per scontato che le mosse di ogni componente del governo siano strettamente coordinate in modo da costituire una linea politica nazionale che deve essere logica in termini di senso comune. Tutto questo va bene nel quadro di una politica economica e sociale però, insiste sempre Luttwak, quando si entra nel campo della politica internazionale e quindi nella strategia soltanto le linee politiche che possono sembrare contraddittorie riescono ad evitare l'effetto autodistruttivo della logica paradossale.
Le democrazie, afferma lo studioso americano, non potranno mai comportarsi come astute guerriere, simulando per esempio una politica pacifica per preparare occultamente una aggressione di sorpresa. Anche se gli Stati Uniti sfruttassero pienamente la loro prevalenza nel campo economico, tecnologico, militare e informativo per diventare definitivamente la più grande potenza della storia con un controllo pressoché totale sugli eventi mondiali, si entrerebbe in una situazione che comunque non potrebbe durare a lungo. All'epoca della guerra fredda gli Stati Uniti seguivano una strategia coerente che consisteva nel massimizzare la loro potenza per contrastare quella dell'Unione Sovietica. Tra le due potenze c'era un sostanziale equilibrio con un assorbimento automatico di azioni e reazioni. All'interno del blocco occidentale, e specularmente ma in modi diversi in quello orientale, c'era uno schema di reciproca dipendenza tra la superpotenza e gli altri stati. Gli Stati Uniti erano necessari ai propri alleati come elemento di protezione, ma a loro volta avevano bisogno di una collaborazione attiva. Oggi però che l'Unione Sovietica non esiste più e conseguentemente non c'è più nessun equilibrio tra potenze, una piena egemonia americana, sostiene Luttwak, sarebbe considerata oppressiva ed intollerabile per tutti gli altri stati e ne deriverebbero risposte difensive e reazioni ostili. In particolare si avrebbe una resistenza sotterranea da parte dei paesi deboli e una netta opposizione da parte dei meno deboli. Per proteggere la loro indipendenza, ipotizza Luttwak, Cina e Russia e anche molti ex alleati degli Stati Uniti sarebbero costretti ad una coalizione globale.
Si incomincerebbero a sfruttare sistemi a basso costo e a basso rischio per contrastare ed erodere la potenza e il prestigio americano in qualsiasi situazione possibile. Si potrebbero creare schermaglie diplomatiche con l'obiettivo di svuotare di significato le alleanze occidentali e gli accordi ereditati dalla guerra fredda. Ci sarebbe il declino di grandi organizzazioni internazionali come il World Trade Organization, l'ONU e la Banca Mondiale che continuerebbero ad esistere come istituzioni burocratiche, ma nella sostanza finirebbero di delineare politiche effettive.
L'intera sovrastruttura delle istituzioni occidentali e mondiali che gli Stati Uniti hanno progettato a propria immagine e sostenuto con ingenti finanziamenti diverrebbe sempre meno utile per gli scopi americani. Tutto questo significa, secondo Luttwak, che dopo il crollo sovietico esiste un punto culminante di successo nella massimizzazione dell'influenza americana sulla scena mondiale. Il superamento di questo punto, che altri possono accettare con sufficiente serenità, deve comportare una riduzione invece di un aumento della potenza e dell'influenza.

## Opere
- Tecnica del colpo di stato (Coup d'État: A Practical Handbook, 1968; Revised Ed., 1979), Milano, Longanesi, 1969. - Milano, Rizzoli, 1983.
- (EN) Dictionary of Modern War, London, Allen Lane, 1971, ISBN 978-0-7139-0130-6.
- (EN) The Strategic Balance, New York, Library Press, 1972, ISBN 978-0-912050-33-1.
- (EN) The Political Uses of Sea Power (Study in International Affairs), Baltimore, Johns Hopkins University Press, 1974, ISBN 978-0-8018-1658-1.
- (EN) The US-USSR Nuclear Weapons Balance, Beverly Hills, SAGE Publications Ltd, 1974, ISBN 978-0-8039-0096-7.
- La grande strategia dell'Impero Romano dal I al III secolo d.C. L'apparato militare come forza di dissuasione (The Grand Strategy of the Roman Empire: From the First Century A.D. to the Third, Johns Hopkins University Press, Baltimore, Maryland, 1976), traduzione di Pierangela Diadori, Premessa di J.F. Gilliam, Collana Storica, Milano, Rizzoli, 1981. - Milano, BUR, 1986-2024.
- (EN) Strategic Power: Military Capabilities and Political Utility, California, SAGE Publications, 1976, ISBN 978-0-8039-0659-4.
- (EN) Sea Power in the Mediterranean: Political Utility and Military Constraints, California, University Press of America, 1979.
- (EN) E.N. Luttwak-Dan Horowitz, The Israeli Army, Cambridge, Massachusetts, Harper Collins, 1983.
- La grande strategia dell'Unione Sovietica. Dall'ideologia della rivoluzione mondiale al mito della supremazia mondiale (The Grand Strategy of the Soviet Union, St. Martin's Press, 1983), Collana Storica, Milano, Rizzoli, 1984, ISBN 978-88-17-33531-7.
- Il Pentagono e l'arte della guerra. Gli Stati Uniti hanno un sistema militare che funziona (The Pentagon and the Art of War, 1984), Milano, Rizzoli, 1985, ISBN 978-88-17-53438-3.
- (EN) Strategy and History. Collected Essays, 2 voll., New Jersey, Transaction Publishers, 1985, ISBN 978-0-88738-065-5.
- La strategia della vittoria (On The Meaning of Victory. Essays on Strategy, 1986), traduzione di Giovanni Ferrara degli Uberti, Collana Controluce stranieri, Milano, Rizzoli, 1988, ISBN 88-17-53-436-6.
- Strategia. Le logiche della guerra e della pace nel conflitto tra le grandi potenze (Strategy: The Logic of War and Peace, 1987), Collana Saggi stranieri, Milano, Rizzoli, 1989. - Edizione riveduta e aumentata (2002), trad. Enzo Peru, Collana Saggi stranieri, Milano, Rizzoli, 2001, ISBN 978-88-178-6982-9.
- E.N. Luttwak-Stuart L. Koehl, La guerra moderna. Uomini armi strategie, Milano, Rizzoli, 1992, ISBN 978-88-17-84226-6.
- C'era una volta il sogno americano. Che fine hanno fatto gli anni d'oro (The Endangered American Dream: How to Stop the United States from Being a Third World Country and How To Win the Geo-Economic Struggle for Industrial Supremacy, 1993), traduzione di Antonio Bellomi, Milano, Rizzoli, 1994.
- Edward N. Luttwak, Carlo Pelanda, Giulio Tremonti, Il fantasma della povertà. Una nuova politica per difendere il benessere dei cittadini, Collana Frecce, Milano, Mondadori, 1995, ISBN 978-88-04-40066-0.
- E.N. Luttwak-Susanna Creperio Verratti, Che cos'è davvero la democrazia, Collana Frecce, Milano, Mondadori, 1996, ISBN 978-88-04-40869-7.
- Gianni Perrelli, Dove va l'Italia? Intervista a Edward Luttwak, Roma, Newton Compton, 1997, ISBN 978-88-8183-726-7.
- La dittatura del capitalismo. Dove ci porteranno il liberalismo selvaggio e gli eccessi della globalizzazione (Turbo-Capitalism: Winners And Losers In The Global Economy, 1998), Collana Frecce, Milano, Mondadori, 1999, ISBN 978-88-04-45895-1.
- Arduino Paniccia, con la collaborazione di E.N. Luttwak, I nuovi condottieri. Vincere nel XXI secolo, Collana Gli specchi del presente, Venezia, Marsilio, 2000, ISBN 978-88-317-7510-6.
- E.N. Luttwak-Susanna Creperio Verratti, Il libro delle libertà. Il cittadino e lo stato: regole, diritti e doveri in una democrazia, Collana Frecce, Milano, Mondadori, 2000, ISBN 978-88-04-40870-3.
- The Middle of Nowhere: Why the Middle East Is Not Important, London, Atlantic Books, 2008, ISBN 978-18-435-4818-8.
- La grande strategia dell'impero bizantino (The Grand Strategy of the Byzantine Empire, 2009), traduzione di D. Giusti, E. Peru, Collana Storica, Milano, Rizzoli, 2009, ISBN 978-88-17-03741-9.
- The Virtual American Empire: War, Faith, And Power, New Brunswick and London, Transaction Publishers, 2009, ISBN 978-14-128-1040-1.
- Il risveglio del drago. La minaccia di una Cina senza strategia (The Rise of China vs. the Logic of Strategy, 2012), traduzione di Chicca Galli e Andrea Zucchetti, Collana Saggi stranieri, Milano, Rizzoli, 2012, ISBN 978-88-17-05903-9.
- E.N. Luttwak-Eitan Shamir, The Art of Military Innovation: Lessons From the Israel Defence Forces, Harvard University Press, 2023, ISBN 978-06-746-6005-2.

### Contributi
- Vietnam: Four American Perspectives, edited by Patrick J. Hearden with The Impact of Vietnam on Strategic Thinking in the United States, Purdue University Press, 1990, ISBN 978-1557530028.
- The Tanner Lectures on Human Values, 1991, edited by Grethe B. Peterson with Strategy: A New Era?, University of Utah, 1991, ISBN 978-0874803501.
- Feeding Mars: Logistics in Western Warfare from the Middle Ages to the Present, edited by John A. Lynn with Logistics and the Aristocratic Idea of War, Boulder, Westview Press, 1994.
- Voluntary Simplicity: Responding to Consumer Culture, edited by Daniel Doherty and Amitai Etzioni with Consuming For Love, Lanham, Rowman & Littlefield Publishers, 2003, ISBN 978-0742520660.
- E.N. Luttwak, L'Iran funesto, in 'Babilon. Terapie geopolitiche', Paesi Edizioni, 2020, ISBN 978-88-85939-58-5.

### Prefazioni
- The Parameters Of War: Military History from the Journal of the U.S. Army War College, edited by Lloyd J. Matthews and Dale E. Brown, Washington, Pergamon-Brassey's, 1987, ISBN 978-0080355474.
- John Andreas Olsen, Strategic Air Power in Desert Storm, London, Routledge, 2003, ISBN 978-0714651934.
- Manrico Gesummaria, Piano Marshall e Mezzogiorno, Collezione Pensare le idee, Atripalda, edizioni Mephite, 2003, ISBN 88-88-655-10-7.
- Ian Fletcher, Free Trade Doesn't Work, U.S. Business & Industry Council, 2010; revised edition in 2011, ISBN 978-0578079677.
- Paolo Bracalini, La Repubblica dei mandarini. Viaggio nell'Italia della burocrazia, delle tasse e delle leggi inutili, Venezia, Marsilio, 2014, ISBN 978-88-317-1675-8.